# Ajjappanahalli, Chitradurga
Ajjappanahalli là một làng thuộc tehsil Chitradurga, huyện Chitradurga, bang Karnataka, Ấn Độ.